# Jáuregui (paroisse civile)
Pour les articles homonymes, voir Jauregui.
Jáuregui est l'une des trois paroisses civiles de la municipalité de Jáuregui dans l'État de Táchira au Venezuela. Sa capitale est La Grita, chef-lieu de la municipalité.